# HC Ypenburg
HC Ypenburg, ook wel afgekort HCY genoemd, is een hockeyclub uit het stadsdeel Ypenburg in de Nederlandse stad Den Haag. De club werd opgericht in 2005.
De club is destijds op verzoek van de gemeente Den Haag opgericht door Remco Snoeck samen met enkele leden van de Haagse Hockeyvereniging "Haagsche Delftsche Mixed" oftewel HDM, een hockeyclub uit Den Haag. Het tenue is daarvan afgeleid.

## Wij zijn HCY
Hockey Club Ypenburg (HCY) is een echte familieclub waar kinderen, jongeren en volwassenen met plezier samen trainen en spelen, op hun eigen niveau. HCY is opgericht in 2005 en is dus een jonge, energieke vereniging. We zijn trots op onze 1000 leden die op verschillende niveaus plezier hebben in hockey. Of het nou prestatiegericht is, of recreatief, het gaat erom dat je door ontwikkeling maximaal plezier beleeft aan de hockeysport.
We hebben 3 Herenteams (H1, H2, Heren Onder 25), 4 Damesteams (D1, D2, en 2 Dames Onder 25). Onze Heren 1 speelt tweede klasse hockey en Dames 1 speelt in de derde klasse. Een groeiend aantal eerste en tweede spelen (landelijke) (sub)topklasse of eerste klasse. Minstens even trots zijn we op de grote hoeveelheid breedteteams, de 4 Veteranenteams (2 Dames 30+ en 2 Heren 45+) en 7 Trimteams die de club compleet maken. Rond al deze teams lopen heel veel betrokken vrijwilligers die de club succesvol, gezellig en draaiende houden.
HCY voelt zich verantwoordelijk om een bijdrage te leveren aan de ontwikkeling en vorming van de jeugd. Op de vereniging ontstaan vriendschappen, leren kinderen om te gaan met verschillen, krijgen ze zelfvertrouwen door successen samen te vieren en leren ze omgaan met tegenslagen en teleurstelling. Oudere jeugd ontwikkelt zich tot voorbeeld voor de jongste jeugd en is betrokken bij de ontwikkeling in training, coaching en arbitrage van de jongste jeugd.
HCY wil een sociale, veilige plek bieden. Een plek waar mensen zich thuis en welkom voelen, die gastvrijheid uitstraalt en waar mensen met respect, op een sportieve manier met elkaar omgaan. Waar mensen elkaar aanspreken op het handhaven en naleven van gedeelde normen en waarden, volgens de algemeen aanvaarde Gedragsregels. Een club waar we trots op zijn en waar iedereen op een neutrale wijze het clubbelang voorop stelt. We moeten het samen doen: HCY is een club voor en door de leden.
Deze visie is vertaald in een aantal kernwaarden:
- SAMEN – diversiteit en inclusiviteit, iedereen doet mee en werkt samen
- NEUTRAAL – clubbelang voorop, geen belangenverstrengeling
- BREED GEDRAGEN – invulling geven aan de clubvisie met aandacht voor alle leden
- VERTROUWEN – in elkaar en in elkaars taken en verantwoordelijkheden
- PLEZIER – iedereen kan met plezier hockeyen & HCY is meer dan alleen hockey

We kennen binnen HCY de volgende niveaus:
- Prestatiehockey: De eerste en tweede teams streven naar het hoogst haalbare niveau
- Breedtehockey: Naast niveau wordt bij de teamindelingen ook rekening gehouden met sociale aspecten

HCY beschikt over 3 volledige kunstgrasvelden (waarvan 2 watervelden) en een oefenveld. Voor het zaalhockeyseizoen zijn er concrete plannen voor een blaashal op veld 2 van HCY.